# FM-2030
FM-2030, właśc. Ferejdun M. Esfandijari (pers. ‏فریدون اسفندیاری‎, ur. 15 października 1930 w Brukseli, zm. 8 lipca 2000 w Nowym Jorku) – amerykański pisarz, transhumanista, filozof, futurolog, pedagog, koszykarz (olimpijczyk) pochodzenia irańskiego.

## Życiorys
Stał się znany jako transhumanista dzięki książce Are You a Transhuman?: Monitoring and Stimulating Your Personal Rate of Growth in a Rapidly Changing World (Czy jesteś transczłowiekiem? Monitorowanie i stymulacja twojego osobistego tempa wzrostu w szybko zmieniającym się świecie), wydanej w 1989. Napisał też kilka książek z gatunku fikcji literackiej pod poprzednim nazwiskiem F.M. Esfandijari. Jako syn irańskiego dyplomaty, w dzieciństwie wiele podróżował i w wieku 11 lat mieszkał już w 17 krajach, a jako młody mężczyzna reprezentował Iran w koszykówce na Letnich Igrzyskach Olimpijskich w 1948 i służył w Specjalnej Komisji Narodów Zjednoczonych do sprawy Palestyny w latach 1952–1954.
W latach 70. XX w. F.M. Esfandijari zmienił nazwisko na FM-2030 podając dwa powody: Pierwszy z nich miał odzwierciedlać nadzieję i wiarę, że dożyje swoich setnych urodzin w 2030; drugi, który uważał za ważniejszy, to zerwanie z szeroko praktykowanymi konwencjami dotyczącymi imion i nazwisk, które uważał za zakorzenione w mentalności kolektywistycznej, i istniejące tylko jako relikt przeszłości plemiennej. Powszechnie używane imiona i nazwiska uważał za etykietkę kolektywnej tożsamości, zależne od płci i narodowości jednostki, będące pierwszymi elementami procesu myślowego w tkance kultury, która miała tendencje do degeneracji w kierunku stereotypów, frakcjonalizmu i dyskryminacji. Według niego, „konwencjonalne imiona i nazwiska określają przeszłość osoby: przodków, pochodzenie etniczne, narodowość, religię. Nie jestem taki jak byłem 10 lat temu i na pewno nie będę taki sam za 20 lat. [...] Imię 2030 wyraża moje przekonanie, że lata około roku 2030 będą magicznym czasem. W 2030 przestaniemy się starzeć i każdy będzie miał wspaniałą szansę życia wiecznego. 2030 to marzenie i cel.”.
Wiele przewidywań Esfandijariego dotyczących trendów społecznych od lat 70. XX w. do początków XXI w. okazały się zdumiewająco trafnymi. FM-2030 uważał, że „naturalna dynamika nowoczesnej globalizującej się cywilizacji przyniesie zmiany pomimo szczerych starań elit konserwatystów aby zachować tradycyjne przekonania". Przewidział stosowanie zapłodnienia in vitro i korektę błędów genetycznych w 1977, a w 1980 telekonferencje, telemedycynę i rozwój zakupów za pośrednictwem telewizji.
Był wykładowcą The New School, UCLA i Florida International University. Pracował jako doradca korporacyjny dla Lockheed oraz J.C. Penney. Przez całe życie był wegetarianinem i twierdził, że nie zje niczego, co miało matkę.
Esfandijari powiedział kiedyś: „Jestem osobą z XXI wieku, która przez przypadek została włączona w dwudziestym. Bardzo tęsknię za przyszłością.” („I am a 21st century person who was accidentally launched in the 20th. I have a deep nostalgia for the future.”).
8 lipca 2000 FM-2030 zmarł na raka trzustki i został poddany krioprezerwacji w Alcor Life Extension Foundation w Scottsdale, Arizona, gdzie jego ciało pozostaje do dziś. Nie zorganizował dla siebie z wyprzedzeniem usługi czuwania przy łożu śmierci, toteż nie było przy nim członka zespołu Alcor. Był jednak pierwszą osobą, której zastosowano technologię witryfikacji, w przeciwieństwie do bezpośredniego zamrożenia, któremu zostali poddani poprzedni pacjenci.
Pozostawił cztery siostry i brata. O FM-2030 nakręcono film dokumentalny pt. Are You a Transhuman? (Czy jesteś transhumanistą?).

## Książki autorstwa FM-2030
Fikcja
- The Day of Sacrifice, 1959, dostępna jako eBook
- The Beggar, 1965
- Identity Card, 1966 (ISBN 0-460-03843-5), dostępna jako eBook

Literatura faktu
- UpWingers: A Futurist Manifesto, 1973 (ISBN 0-381-98243-2) (pbk.). Dostępna jako eBook, ISBN FW00007527, Wydawca: e-reads, 1973, rozmiar pliku: 153K
- Telespheres, 1977
- Optimism one; the emerging radicalism, 1970 (ISBN 0-393-08611-9)
- Are You a Transhuman?: Monitoring and Stimulating Your Personal Rate of Growth in a Rapidly Changing World, 1989 (ISBN 0-446-38806-8).